# Vicente Vadillo
Vicente Vadillo Santamaría (Lopera, Jaén, 7 de noviembre de 1946-Rentería, 10 de junio de 1979), conocido como Francis, fue un cantante y transformista español que fue asesinado de un disparo en la cabeza por un agente del Cuerpo Nacional de Policía en Rentería.
Las movilizaciones a raíz de su muerte propiciaron la consolidación del movimiento de liberación homosexual en Euskadi.

## Biografía
Nacido en Lopera (Jaén), en los años setenta residió en Torrent (Valencia), si bien viajaba a menudo por distintos puntos de la península para actuar como cantante y transformista. Como parte de su trabajo, actuaba regularmente en un cabaret de Trintxerpe (Guipúzcoa).
 

El 10 de junio de 1979 Francis actuó en la discoteca Apolo del barrio de Iztieta de Rentería. Tras el cierre, Antonio Caba, un policía jiennense que llevaba cuatro días en el País Vasco, insistió en entrar en el club cerrado y desató una trifulca. Cuando Francis le encaró, el policía le disparó a quemarropa en la cara, matándolo en el acto. El policía, que estaba ebrio, declaró en el juicio que creía que la pistola tenía colocado el seguro y que no era su intención disparar.

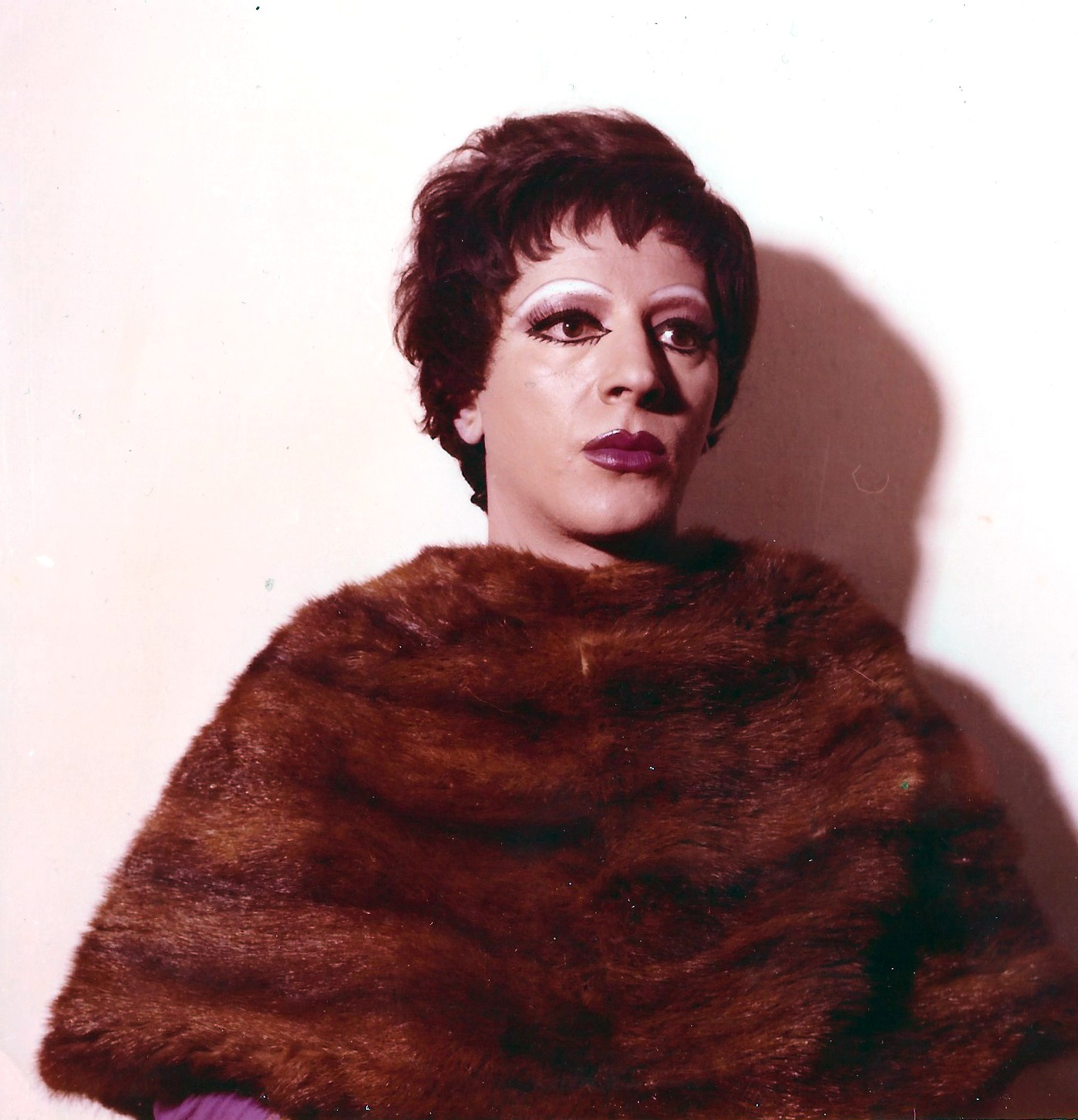
Francis transformado

El asesinato tuvo una gran influencia entre el colectivo LGBT del País Vasco, así como en Rentería. El pueblo organizó una manifestación en repulsa que fue duramente reprimida, con la policía entrando a cargar incluso dentro del Ayuntamiento mientras se celebraba el pleno convocado ad hoc. Esa noche se convocó una huelga general en Rentería y se pidió la dimisión del gobernador civil y el ministro de Interior Antonio Ibáñez Freire. En paralelo se celebraron otras manifestaciones de tamaño considerable, entre ellas la que tuvo lugar el 12 de junio en San Sebastián, que reunió por primera vez un número significativo de manifestantes ante la convocatoria de la asociación EHGAM.

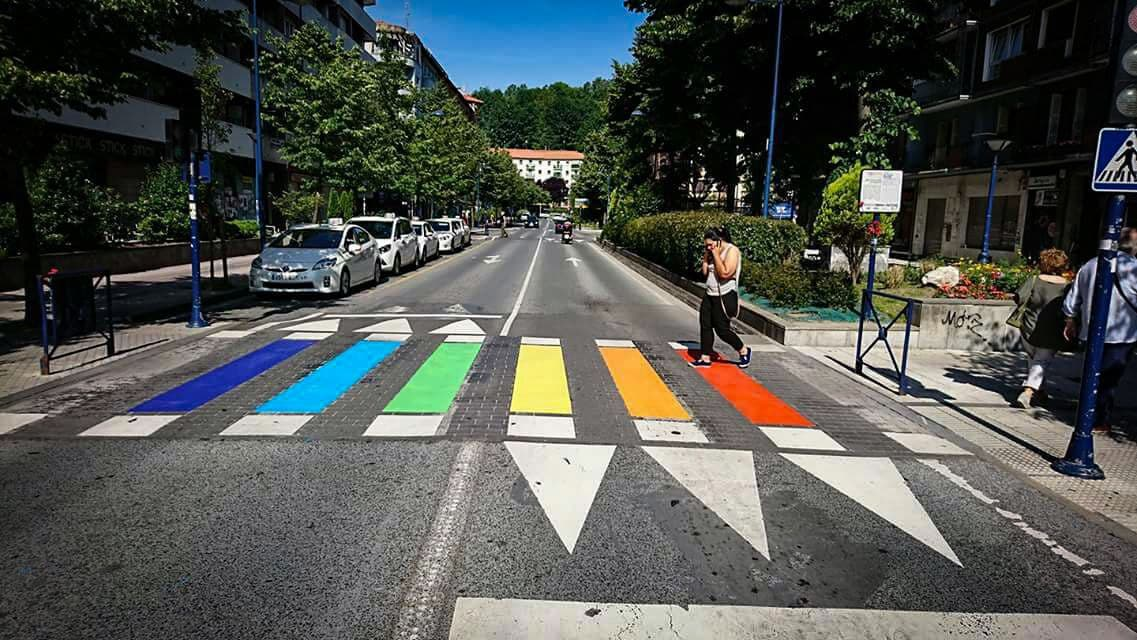
Paso de peatones modificado en homenaje a Francis en el barrio de Iztieta de Errenteria.

Dada la importancia de este hecho en el surgimiento del movimiento de liberación gay en el País Vasco, en el 35º aniversario de su asesinato se realizaron una serie de acciones en Rentería, entre las que se encontraba el pintado del “paso de cebra contra la homofobia”.
En 2022, se celebró por primera vez el Festival Francisaldia, que engloba el 17 de mayo, el día internacional contra la violencia contra personas LGBT, el 10 de junio, el 43 aniversario del asesinato de Francis y el 28 de junio, día internacional para la liberación sexual, organizado conjuntamente por el Ayuntamiento de Rentería y la mesa LGTB.

## Libro
El escritor Xabier Susperregi (Errenteria, 1971) escribió en 2023 un libro sobre Vicente Vadillo titulado Francis. Se han celebrado actos de presentación en Errenteria,Lopera, Erandio y Getxo.